# Minsur
Minsur Sociedad Limitada, es una empresa minera peruana. Se dedica a la explotación y procesamiento de estaño y oro. Es una empresa componente del índice S&P/BVL Perú General.
Opera dos minas; San Rafael donde explota estaño y se ubica en Antauta, Puno y Pucamarca donde explota oro y se unica en Palca, Tacna. Además opera la Planta de Fundición y Refinería de Pisco en Paracas.
En 2023, produjo 147,237 toneladas de cobre, 25.374 Toneladas de estaño refinado y 62.640 onzas de Oro refinado.

## Historia
Fue funda en 1966, como la filial peruana de la minera Minsur Partnership Limited con domicilio en Bahamas. En 1977 es adquirida por el Grupo Breca; ese mismo año empezó la explotación de la mina de San Rafael.
En 1996, empezó la operación de la planta de refinación de metales de Pisco en Paracas.
En 2016, adquiere la empresa Marcobre por 80 millones de dólares y en 2021 empezó la operación de la mina Justa en Ica para la explotación de Cobre.
En 2024, anuncio la venta de sus operaciones en Brasil, a la empresa minera china; CNMC Trade Company por 340 millones de dólares.